# Амстердам (Огайо)
Амстердам (англ. Amsterdam) — селище (англ. village) в США, в окрузі Джефферсон штату Огайо. Населення — 436 осіб (2020).

## Географія
Амстердам розташований за координатами 40°28′18″ пн. ш. 80°55′18″ зх. д. / 40.47167° пн. ш. 80.92167° зх. д. (40.471732, -80.921685).  За даними Бюро перепису населення США в 2010 році селище мало площу 0,83 км², уся площа — суходіл.

## Демографія
Згідно з переписом 2010 року, у селищі мешкало 511 особа в 204 домогосподарствах у складі 133 родин. Густота населення становила 618 осіб/км².  Було 235 помешкань (284/км²).
Расовий склад населення:
| - 99,0 % — білих - 0,2 % — корінних американців - 0,2 % — азіатів |

До двох чи більше рас належало 0,6 %. Частка іспаномовних становила 1,0 % від усіх жителів.
За віковим діапазоном населення розподілялося таким чином: 25,0 % — особи молодші 18 років, 58,8 % — особи у віці 18—64 років, 16,2 % — особи у віці 65 років та старші. Медіана віку мешканця становила 39,6 року. На 100 осіб жіночої статі у селищі припадало 86,5 чоловіків;  на 100 жінок у віці від 18 років та старших — 85,0 чоловіків також старших 18 років.
Середній дохід на одне домашнє господарство  становив 45 394 долари США (медіана — 39 250), а середній дохід на одну сім'ю — 56 520 доларів (медіана — 49 219). За межею бідності перебувало 16,3 % осіб, у тому числі 14,6 % дітей у віці до 18 років та 4,8 % осіб у віці 65 років та старших.
Цивільне працевлаштоване населення становило 203 особи. Основні галузі зайнятості: освіта, охорона здоров'я та соціальна допомога — 35,0 %, роздрібна торгівля — 18,7 %, виробництво — 10,8 %, транспорт — 7,4 %.